# 군산 불주사 목조아미타여래좌상
군산 불주사 목조아미타여래좌상(群山 佛住寺 木造阿彌陀如來坐像)은 대한민국 전북특별자치도 군산시 불주사에 있는 불상이다. 2002년 8월 2일 전라북도의 유형문화재 제194호로 지정되었다.

## 참고 자료
- 불주사목조아미타여래좌상 - 국가유산청 국가유산포털